# Мази, Луи
Луи Мази (фр. Louis Masi; 17 апреля 1868, Le Grand-Saconnex, Женева — 26 июня 1924, Прени-Шамбези, Женева) — швейцарский шоссейный велогонщик. Трёкратный победитель велогонки Тур дю Лак Леман.

## Достижения
1887
1-й Тур дю Лак Леман
1891
1-й Тур дю Лак Леман
3-й Париж — Дьеп — Париж
1892
1-й Тур дю Лак Леман
1-й Женева — Лис-Берн — Женева